# Front européen de libération
Le Front européen de libération (FEL) était une organisation internationale néofasciste, pan-européiste et nationaliste révolutionnaire, créée en 1949 par Francis Parker Yockey et active jusqu'en 1954. Née d'une scission de l'Union Movement du fasciste britannique Oswald Mosley, elle est codirigée par Yockey, Guy Chesham et John Anthony Gannon.

Le FEL est la première tentative de créer une structure unitaire regroupant tous les fascistes et nationalistes révolutionnaires européens. Ce regroupement est envisagé sur une base culturelle. Dans le programme du Front européen de libération, synthétisé par Yockey dans The Proclamation of London, figure le point suivant : 

« L'expulsion complète de tout ce qui est étranger à l’âme et du sol de l’Europe, la purification de l’âme européenne des scories du matérialisme et du rationalisme du XIXe siècle avec leur culte de l'argent, leur démocratie libérale, leur dégénérescence sociale, leur parlementarisme, leur lutte des classes, leur féminisme, leur nationalisme vertical, leur capitalisme financier, leur étatisme borné, leur chauvinisme, le bolchevisme de Moscou et Washington, la syphilis éthique de Hollywood, et la lèpre spirituelle de New York. »

L'idée de créer une structure unitaire réunissant l'ensemble des nationalistes révolutionnaires d'Europe est reprise par Otto Strasser avec son Mouvement populaire européen, puis par Jean Thiriart avec Jeune Europe. 

## Relance dans les années 1990
Un second Front européen de libération est fondé au tout début des années 1990 par Marco Battara, Christian Bouchet et Juan Antonio Llopart. Il connaît un succès relatif et possède, à un moment ou à un autre, des sections dans une dizaine de pays européens (sa section française fut successivement Nouvelle Résistance puis Unité radicale). 
Le FEL fusionne en 1997 avec le Comité pour une Ligue Nationaliste-révolutionnaire puis se rapproche du Comité de liaison des nationalistes-révolutionnaires, présent dans plusieurs pays anglo-saxons. Sa réunion du 19 septembre 1998, qui fonde ce qui est ainsi un nouveau FEL, se fait dans le cadre de la fête des Bleu-blanc-rouge organisée par le Front national. Ce nouveau FEL se rapproche plus ouvertement du néonazisme.
Dissous en 2002, il donne naissance au Réseau géopolitique européen.
En 1998, la section française du FEL connaît une scission qui entraîne quelques-uns de ses membres à rejoindre le Parti communautaire national-européen. Ils y constituent une tendance qui prend elle aussi le nom de Front européen de libération, mais qui n'eut jamais aucune activité réelle au niveau européen.